# Copocrossa
Copocrossa is een geslacht van spinnen uit de familie springspinnen (Salticidae).

## Soorten
De volgende soorten zijn bij het geslacht ingedeeld:
- Copocrossa albozonata Caporiacco, 1949
- Copocrossa bimaculata Peckham & Peckham, 1903
- Copocrossa harpina Simon, 1903
- Copocrossa politiventris Simon, 1901
- Copocrossa tenuilineata (Simon, 1900)